# Vissoul
Vissoul is een dorp in de Belgische provincie Luik dat behoort tot de gemeente Burdinne. Behalve de dorpskern maken ook de gehuchten en wijken Le Héna, Aux Triches (As Trixhes) (10 inwoners in 1900; 9 in 2020), Au Congo, Fontaine du Gros Poisson, Lalin, Vieux Bruxelles en Bounia deel uit van Vissoul.

## Geografisch
Het grondgebied wordt doorsneden door de vallei van de Burdinale. Vissoul maakt dan ook deel uit van het Natuurpark van de Valleien van de Burdinale en de Mehaigne, dat 22 dorpen omvat en 11000 hectare groot is.

## Geschiedenis
De naam van het dorp zou een verbastering zijn van het Latijnse woord "vicus" (nederzetting) en de aanwezigheid van twee tumuli op het grondgebied (vandaag rest er nog slechts één) zou erop duiden dat Vissoul al sinds ten minste de Romeinse periode bewoond is.
Tijdens het ancien régime maakte Vissoul deel uit van het prinsbisdom Luik (kwartier van Moha).
Vissoul heeft nooit een eigen kerk gehad en was op geestelijk gebied altijd al een afhankelijkheid van de Sint-Michielsparochie van Oteppe. Na het Concordaat van 15 juli 1801 werd de kapel van Marneffe eveneens bij Oteppe ondergebracht. Marneffe werd echter in de negentiende eeuw opnieuw tot parochie verheven.
Tijdens de zeventiende eeuw had Vissoul, net als vele andere onverdedigde plaatsen in het land, zwaar te lijden van de plunderingen van de Franse troepen. Het plaatselijk magistraat kreeg de heer van Vissoul en een andere ingezetene zover dat zij de Fransen, in ruil voor de vrijwaring van het dorp, een belangrijke geldsom uitkeerden. De rente moest jaarlijks door de inwoners van Vissoul worden afgelost. Na de fusie van 1952 werden de afstammelingen van beide geldschieters door het gemeentebestuur van Oteppe en sinds de tweede fusie van 1977 door de gemeente Burdinne uitbetaald. De uit te keren sommen bedroegen in 2004 4 euro voor de ene, en 87,5 cent voor de andere begunstigde.
In 1830 telde Vissoul 140 inwoners (79 mannen en 61 vrouwen), die in 27, meestal lemen huizen woonden. In 1890 werden in het dorp 269 inwoners geteld, maar in 1947 was hun aantal tot 193 geslonken. Ook nu nog draait het inwonertal rond de 200.
In 1952 werd de tot dan toe autonome en financieel gezonde gemeente Vissoul bij Oteppe aangehecht. Sinds de gemeentelijke fusies van 1977 maken beide plaatsen deel uit van de gemeente Burdinne.

## Bezienswaardigheden
Een aantal bezienswaardige hoeves uit de 19e eeuw staan verspreid in het dorpscentrum (rue de la Cornette 1, 4 & 5, rue de Vissoul 11 en rue de Braives 5). In de rue de Braives bevindt zich een aan Onze-Lieve-Vrouw van Goede Bijstand toegewijd wegkapelletje uit 1810. Een voormalige publieke pomp (rue de Vissoul) en een 19e-eeuwse wegwijzer werden omstreeks 2000 gerestaureerd.
- Kruisbeeldkapel (chapelle du Crucifix) (rue du Crucifix)

Vroeg-19e-eeuwse wegkapel aan het noordelijke uiteinde van de dorpskom, langs de weg naar Braives. Zij werd opgetrokken in baksteen met hoekstenen en portiek in kalksteen. De kapel herbergt een calvarie uit de 16e eeuw, en 17e-eeuwse beelden van een zittende Sint-Petrus en een Sint-Rochus van Montpellier.
- Le Vieux Bruxelles (Oud-Brussel) (rue de la Burdinale 76)

Dit eigenaardige gebouw, op de hoek van de rue de la Burdinale en de rue de Vissoul, werd opgetrokken uit voor de Wereldtentoonstelling van Brussel in 1888 gebruikte bouwmaterialen. Le Vieux Bruxelles was lange tijd een café en deed, toen herbergier Jules-Joseph Heneffe (1870-1948) zijn beroep van jachtwachter combineerde met dat van burgemeester van Vissoul, enige tijd dienst als gemeentehuis. Vandaag is het een privéwoning.
- Watermolen van de Bounia (Moulin de Bounia) (rue de la Burdinale 73)

Een deel van de thans nog bestaande gebouwen van deze bloemmolen dateren van voor 1800, maar het woongedeelte is 19e-eeuws. De molen bleef in werking tot na de overstroming van de Burdinale in 1947. Het mechanisme bleef deels bewaard, maar het metalen onderslagrad werd verwijderd.
- Tumulus van Vissoul (rue de Vissoul)

Gelegen op het hoogste punt van het dorp (180 m.) en waarschijnlijk daterend uit de tweede eeuw van onze tijdrekening. De site en haar omgeving zijn sinds 28 mei 1973 beschermd.
- Suikerfabriek van Vissoul (rue de Vissoul)

Het enige restant van het niet erg rijke industriële verleden van Vissoul. De suikerfabriek, een van de eerste vestigingen in Haspengouw, was bedrijvig van 1870 tot 1954. Vrijwel alle gebouwen zijn thans verdwenen, maar het bassin waar de decantering van de bietresten plaatsvond is nog zichtbaar. De suikerfabriek van Vissoul ging er prat op over de eerste pijplijn in België te beschikken. Die voerde het bietensap af naar de suikerraffinaderij van Wanze, 12 kilometer verderop. Tijdens het bietenseizoen (van september tot december) verschafte de fabriek van Vissoul werk aan een vijftigtal personen uit de buurt.
- Ferme Torchet (rue de Vissoul 13)

Deze hoeve, in het centrum van het dorp, werd tussen 1770 en 1795 in meerdere fasen gebouwd. Het fraaie woonhuis staat apart van de vroegere bedrijfsgebouwen, die in de loop van de 19e eeuw een verbouwing ondergingen. Een poortgebouw geeft toegang tot dit bedrijfsgedeelte. De hoeve, vroeger eigendom van de familie de Donnéa, werd in 1980 door de laatste pachter, Ghislain Torchet, gekocht. Vandaag is zij eigendom van Didier Reynders.
- Ferme d'As Trixhes (rue Rond Bonnier 1 & 2)

Gebouwencomplex uit de vroege 19e eeuw in privébezit. De aan het Kindje Jezus van Praag toegewijde kapel aan de voet van de heuvel dateert uit 1958 en werd gebouwd door Yvonne Ruelle-Bocca (1918-2004), die op dat ogenblik de hoeve uitbaatte.

## Demografische ontwikkeling
- Bronnen:NIS, Opm:1831 tot en met 1947=volkstellingen

## Vissoul vandaag
Vandaag is Vissoul een slaperig dorp van voornamelijk landbouwers (suikerbieten- en graanteelt) en veetelers, dat in bescheiden mate mee profiteert van de uitgebreide toeristische infrastructuur van het kasteeldomein in het naburige Oteppe. De oude watermolen, “Le Bounia” (“Het Kleinbunder”), werd ingericht voor overnachtingen van groepen en is een populaire bestemming voor vissers, die hun weekends en vakanties doorbrengen aan de oevers van de nabijgelegen vijvers. In het dorpscentrum wordt een manege uitgebaat en kunnen hoevevakanties geboekt worden.
Door het verdwijnen van de kleinere landbouwbedrijven krijgt Vissoul de laatste decennia een meer residentieel karakter. Vrijwel iedereen die niet in de landbouwsector bedrijvig is, werkt buiten de dorpsgrenzen. Er zijn in het dorp geen winkels en ook voor de meeste andere diensten is Vissoul volledig op de buurdorpen en de dichtstbijgelegen stadjes (Andenne, Hannuit en Hoei) aangewezen.

## Nabijgelegen kernen
Lamontzée, Oteppe, Braives